# Серра-ду-Мар

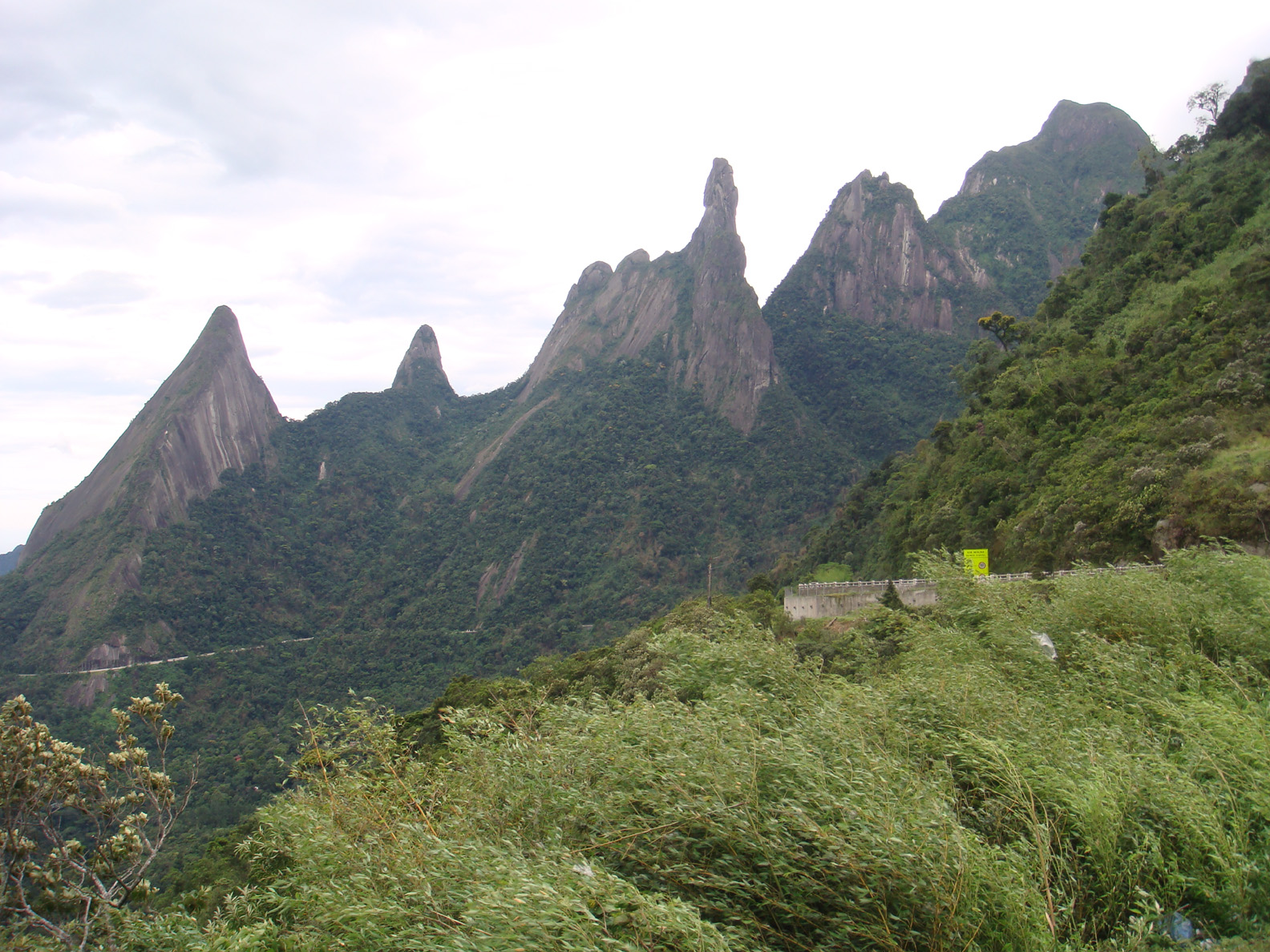
Серра-ду-Мар

Серра-ду-Мар (порт. Serra do Mar — «прибережні гори») — система гірських ланцюгів та ескарпів загальною довжиною близько 1500 км, що тягнеться уздовж узбережжя Атлантичного океану в південно-східній Бразилії, від штату Еспіриту-Санту до штату Санта-Катарина. Головний ескарп формує межу між горизонтальною прибережною низовиною і віддаленим від моря плоскогір'ям (planalto), яке має середню висоту від 500 до 1300 м. Гірські масиви перериваються в кількох місцях і мають індивідуальні імена, наприклад Серра-да-Боканія (Serra de Bocaina), Серра-де-Паранапіакаба (Serra de Paranapiacaba), Серра-Негра (Serra Negra), Серра-дос-Оргаос (Serra dos dos Órgãos) тощо. Гірські ланцюги також продовжується на деяких великих островах біля берегової лінії, таких як Ілья-Бела (Ilha Bela) і Ілья-Гранді (Ilha Grande). Найвища точка Серра-ду-Мар — Піко-дас-Салінас, розташований у державному парку Трес-Пукос (Três Picos) у штаті Ріо-де-Жанейро в муніципалітеті Нову-Фрібургу, з висотою 2316 м.
Геологічно, Серра-ду-Мар належить до масивної кристалічної кам'яної платформи, яка формує Східну Південну Америку, і тектонічно дуже стійка. Більшість підняття Серра-ду-Мар було здійснено близько 60 млн років тому.
На час відкриття Бразилії (1500 рік), Серра-ду-Мар мала дуже багату і надзвичайно різноманітну екосистему, складену переважно тропічним дощовим лісом, відомим як Атлантичний ліс (Mata Atlântica). Через урбанізацію і вирубку лісів, проте, більшість лісового покриву була знищена, і зараз залишається майже виключно на крутих ескарпах, що стикаються з морем. Ланцюг національних і державних парків, екологічних станцій і біологічних резервів захищають ділянки атлантичного лісу і його мешканців, але кислотні дощі, забруднення, браконьєри, нелегальні лісоруби, лісові пожежі і вторгнення міських районів та ферм все ще викликають активне руйнування лісової екосистеми, особливо навколо міст. Великі міста Куритиба, Сан-Паулу, Ріо-де-Жанейро і Віторія розташовані біля Серра-ду-Мар.